# Qormi Football Club
Qormi Football Club é um clube de futebol de Malta. Foi fundado em 1961 após a fusão do Qormi Youngsters e do Qormi United, quando o clube adquiriu seu lema Fl-Ghaqda s-Saħħa, (Força na Unidade). O clube comemorou assim o 40º aniversário em 2001.
Qormi Football Club é filiado à Associação de Futebol de Malta(MFA), que é o principal órgão do futebol no país.
A sede do clube está situada em em Valletta Road, Qormi e as suas dependências incluem uma sala de conferências, centro de fitness, bar e a sede do berçário da Juventude.
As cores oficiais são amarelo e preto. Seus maiores arqui-rivais são o Zebbug Rangers, da cidade vizinha de Zebbug, embora eles não jogam entre si muitas vezes, já que o Zebbug Rangers joga atualmente na segunda divisão, e o Qormi, a primeira.